# Gigi Stok
Gigi Stok, pseudonimo di Luigi Stocchi (Sala Baganza, 4 ottobre 1920 – Parma, 27 febbraio 2003), è stato un fisarmonicista, compositore e arrangiatore italiano, fondatore dell'Orchestra di ballo liscio "I cadetti di Gigi Stok".

## Biografia

### I primi anni e la formazione
Nato nel comune di Sala Baganza, si trasferisce con la famiglia nella frazione di Bianconese del comune di Fontevivo già da bambino. I genitori lavoravano entrambi in una fornace dove fabbricavano mattoni.
Il padre di Luigi suonava la fisarmonica, e si improvvisava cantastorie nelle piazze della bassa parmense. Ai mercati della domenica, si esibiva tra la gente portandosi dietro il piccolo Luigi, che tutti chiamavano "Gigen", per la costituzione molto esile. Suonare per le piazze per Luigi Stocchi fu l'inizio del suo essere fisarmonicista.
Stocchi iniziò quindi a studiare musica in termini professionali nel 1933, all'età di 13 anni, sotto la guida del maestro Marmiroli, docente di pianoforte al Conservatorio di Parma, con il quale prese lezioni di teoria, solfeggio, armonia e fisarmonica.

### La guerra
Nel 1940, con lo scoppio della seconda guerra mondiale, Stocchi venne chiamato al servizio militare presso il Corpo dei Granatieri di Sardegna. Combatté in Jugoslavia e vi rimase fino alla fine del conflitto.

### Il dopoguerra e l'ascesa
Nel dopoguerra Stocchi iniziò la carriera di orchestrale presso piccole formazioni, poi creò in poco tempo la sua orchestra, i "Cadetti di Gigi Stok", che in breve tempo si esibì nelle balere di Parma e provincia con successo. Dopo una audizione presso "La voce del padrone", iniziò a incidere per quella stessa casa. Restò per 30 anni, e dopo continuò a incidere musicassette e CD con la 103 di Luigi Barion.
Ottimo orchestrale, fu anche un bravo solista. Fu compositore di musica per ballo liscio. Negli anni sessanta collaborò alla colonna sonora del film L'immorale diretto da Pietro Germi: arrangiò insieme al compositore Carlo Rustichelli il tema di "Vecchi ricordi".
La casa editrice Ricordi ha pubblicato, postumo, l'album, "Il meglio del grande liscio" di Gigi Stok.

### La morte e attività postuma
Ha sempre abitato nel comune di Fontevivo, ed è morto a Parma all'età di 82 anni. Riposa nel cimitero di Bianconese nel medesimo comune. Dal 2006, nella prima settimana di giugno, presso il Circolo di Ponte Taro, si tiene il "Gigi Stok Memorial", serata di fisarmoniche su musiche dell'artista.

## Produzione artistica

### Composizioni per fisarmonica
- Elettrico, valzer
- la volata, Polka
- Brioso, valzer
- acrobazie, Valzer
- Nelson Polka
- Festa sui monti, mazurka
- Olimpico, gran valzer
- Vecchi Ricordi (Valzer, dal film L'immorale)
- Saltarella (Mazurka)
- Il grido di battaglia, inno ufficiale della tifoseria del Parma
- briosetta,Mazurka
- Polka Alla iofini, Polka
- Cuore Vagabondo, Valzer
- Armonica Indiavolata, polka

### Arrangiamenti
- Oh Susanna, polka-fox
- L'usignolo, valzer per clarinetto
- il Silenzio fuori Ordinanza , celebre Brano militare
- stelle e strisce , inno americano
- o sole mio , canzone napoletana
- batticuore , valzer per sax
- spinite , celebre mazurka per concerto a fiato
- la lupa , Polka virtuosistica
- celebre mazurka variata, mazurka di successo del non vedente Augusto Migliavacca
- le onde del Danubio, valzer viennese
- la campanella , virtuosismo di paganini
- tema di violetta ,dalla traviata
- moto perpetuo , celebre virtuosismo

### Discografia principale

#### 33 giri
- 1954: Ballando all'antica (La Voce del Padrone, QFLP 4006)
- 1956: Gigi Stok la sua fisarmonica e i suoi ritmi (La Voce del Padrone, QFLP 4013)
- 1961: 13 ballabili campagnoli (La Voce del Padrone, QFLP 4037)
- 1962: Fisarmonica indiavolata (La Voce del Padrone, QELP 8062)
- 1963: Gigi Stok la sua fisarmonica e ritmi (La Voce del Padrone, QFLP 4095)
- 1966: Ballabili campagnoli (La Voce del Padrone, PSQ 021)
- 1972: Motivi celebri (Emidisc, 3C 034 - 50475 M)
- 1977: Quattro soldi di liscio (Centotre, CNT 27022)
- 1977: Batticuore/Quattro soldi di liscio (Cetra, DPU 67)
- 1977: Tastiera infuocata vol. 1 e 2 (Fonit Cetra)
- 1978: Brani celebri a tempo di liscio (Fonit Cetra, SFC 186)
- 1978: Lucciole vagabonde (Odeon, 3C 046-17800 M)
- 1978: Il solista del liscio (Centotre, CNT 27002)
- 1980: I draghi della fisa con Barimar (Start, LP. S. 40.087)
- 1991: Liscio vagabondo - Raccolta n. 1 (Speedy Co., SPCD 7001)
- 1991: Liscio a mezzanotte - Raccolta n. 3 (Speedy Co., SPCD 7003)
- xxxx: Tastiera infuocata n. 1 (Centotre, GS/LP 01)
- xxxx: Tastiera infuocata (Centotre, CNT 27021)
- xxxx: Batticuore vol. 5 (Centotre, CNT 27025)
- xxxx: Liscio fantastico (Centotre, CNT 27030)
- xxxx: Fisa sbarazzina - Raccolta n. 9 ((Centotre, CNT 27040)
- xxxx: Tastiera infuocata vol. 2 (Centotre, CNT 27029)
- xxxx: Liscio spumeggiante (Centotre, CNT 27016)
- xxxx: Alla mia maniera - Raccolta n. 6 (Centotre, CNT 27029)
- xxxx: Superballoliscio (GSL 07)
- xxxx: Tastiera infuocata n. 2 (Centotre, GS/LP 02)
- xxxx: Tastiera infuocata (GSL 02)
- xxxx: Fisa capricciosa (Centotre, CNT 27030)
- xxxx: I grandi successi del liscio (RTI Music, NR 4203-1)

#### 45 giri
- 1950: Festoso/Cecilia (La Voce del Padrone, GW 2130)
- 1950: Le sirene/Palmira (La Voce del Padrone, GW 2140)
- 1951: Capriccioso/Cavalcata nel circo (La Voce del Padrone, GW 2162)
- 1951: Saltarella/Vecchi ricordi (La Voce del Padrone, GW 2158)
- 1951: Francesina/Brillante (La Voce del Padrone, GW 2150)
- 1953: Festa sui monti/Grandioso (La Voce del Padrone, GW 2189)
- 1958: Elettrico/Armonica indiavolata (La Voce del Padrone, MQ 1205)
- 1960: Battagliero/Adios pampa mia (La Voce del Padrone, MQ 1513)
- 1961: Il valzer di mezzanotte/Speranze perdute (La Voce del Padrone, MQ 1590)
- 1962: Olindo/Valzer del cigno (La Voce del Padrone, MQ 1683)